# Bundesautobahn 67
Die Bundesautobahn 67 (Abkürzung: BAB 67) – Kurzform: Autobahn 67 (Abkürzung: A 67) – ist eine 58 Kilometer lange Autobahn im deutschen Bundesland Hessen, die vom Mönchhof-Dreieck bei Rüsselsheim über Darmstadt zum Viernheimer Dreieck bei Mannheim führt. Im Wesentlichen verläuft sie parallel zur BAB 5 und dient somit als alternative Route zwischen dem Rhein-Main- und dem Rhein-Neckar-Gebiet.
Der südliche Teil der Autobahn zwischen Darmstadt und Mannheim wurde 1935 eröffnet und war Bestandteil der ältesten Reichsautobahn in Deutschland; der nördliche Teil zwischen dem Mönchhof-Dreieck und Darmstadt entstand in den 1960er Jahren als Eckverbindung zur heutigen BAB 3 in Richtung Köln unter Umgehung des Frankfurter Kreuzes. Bis auf das Teilstück südlich von Lorsch, das sechs Fahrstreifen aufweist, ist die BAB 67 größtenteils vierstreifig befahrbar.

## Streckenverlauf
Die BAB 67 zweigt am Mönchhof-Dreieck westlich des Frankfurter Flughafens von der BAB 3 in südliche Richtung ab und führt durch den Mönchbruch östlich an Rüsselsheim vorbei. Am anschließenden Rüsselsheimer Dreieck mündet die BAB 60 aus Richtung Mainz ein, und die BAB 67 führt in südöstliche Richtung über Groß-Gerau und Büttelborn in Richtung Darmstadt. Am Griesheimer Dreieck zweigt die nur rund 2,5 km lange BAB 672 ab, die auf die B 26 führt und einen Anschluss ins Darmstädter Stadtgebiet bildet. Direkt danach folgt das Darmstädter Kreuz mit der BAB 5. Beide Autobahnen wechseln an diesem Knotenpunkt, der aufgrund der Parallellage der Strecken nur Direktrampen in Nord-Süd- bzw. Süd-Nord-Richtung besitzt, die Trasse – die BAB 5 führt auf der in den 1960er Jahren gebauten Trasse nach Heidelberg, die BAB 67 wechselt auf die 1935 fertiggestellte, geradlinigere Trasse nach Mannheim.
Südlich von Darmstadt ist die Streckenführung durch lange Geraden gekennzeichnet, wobei die BAB 5 nur einige Kilometer weiter östlich am unmittelbaren Rand der Bergstraße, dem Übergang zwischen Oberrheingraben und Odenwald, verläuft. Während letztere die an der Bergstraße liegenden Städte anbindet, können über die BAB 67 die westlich von ihr gelegenen Städte am Rhein erreicht werden. An Pfungstadt, Gernsheim und Lorsch vorbei geht es größtenteils durch Waldgebiete, ehe die Autobahn am Viernheimer Dreieck in die BAB 6 übergeht. Die aus Richtung Saarbrücken kommende Strecke mündet dabei in die Trasse der BAB 67 ein und führt auf dieser weiter nach Süden an Mannheim vorbei und schwenkt bis zum Kreuz Walldorf, wo die BAB 5 gekreuzt wird, nach Osten in Richtung Heilbronn.

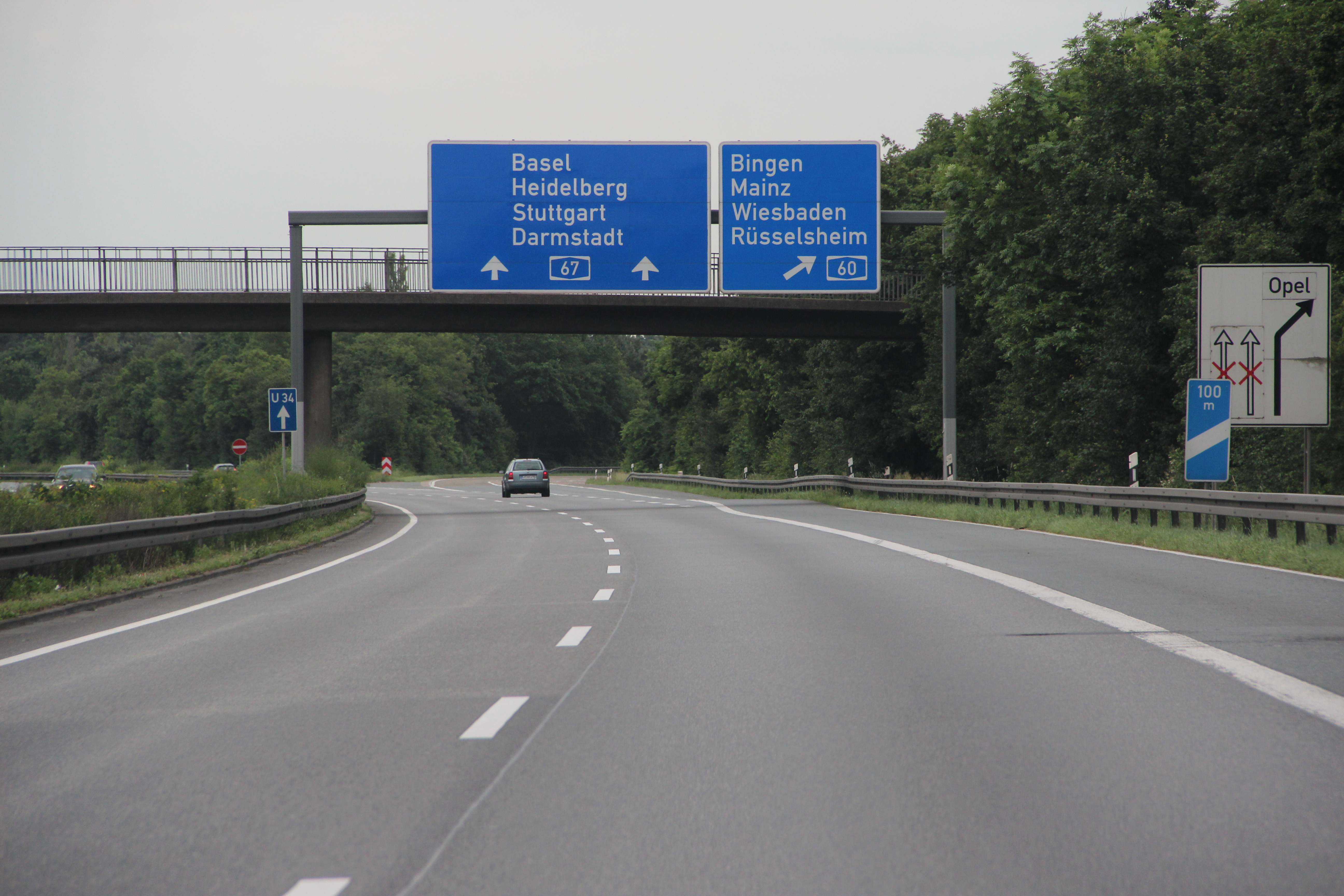
Am Rüsselsheimer Dreieck zweigt die BAB 60 nach Mainz ab.
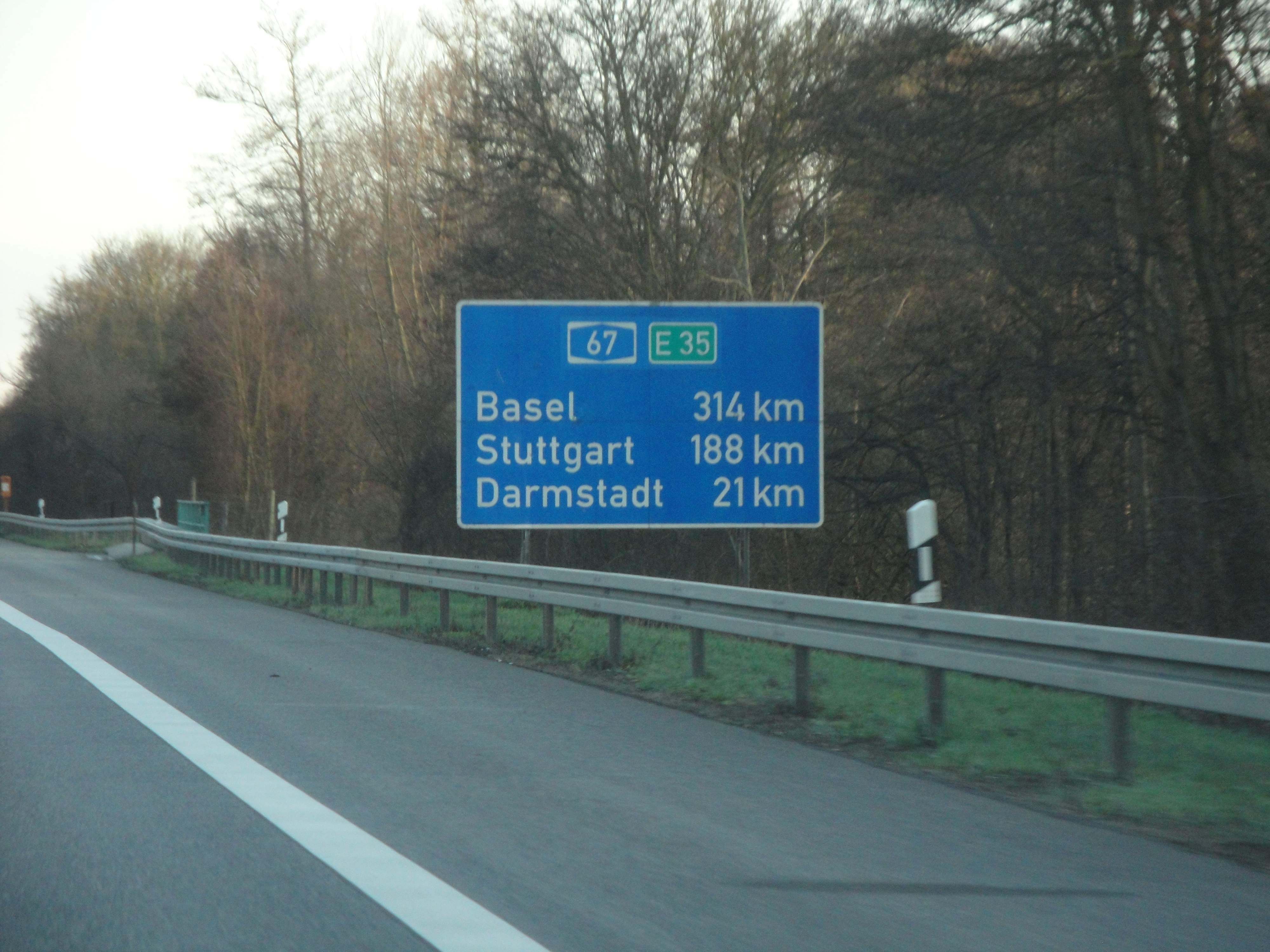
Entfernungstafel auf dem Abschnitt nordwestlich von Darmstadt
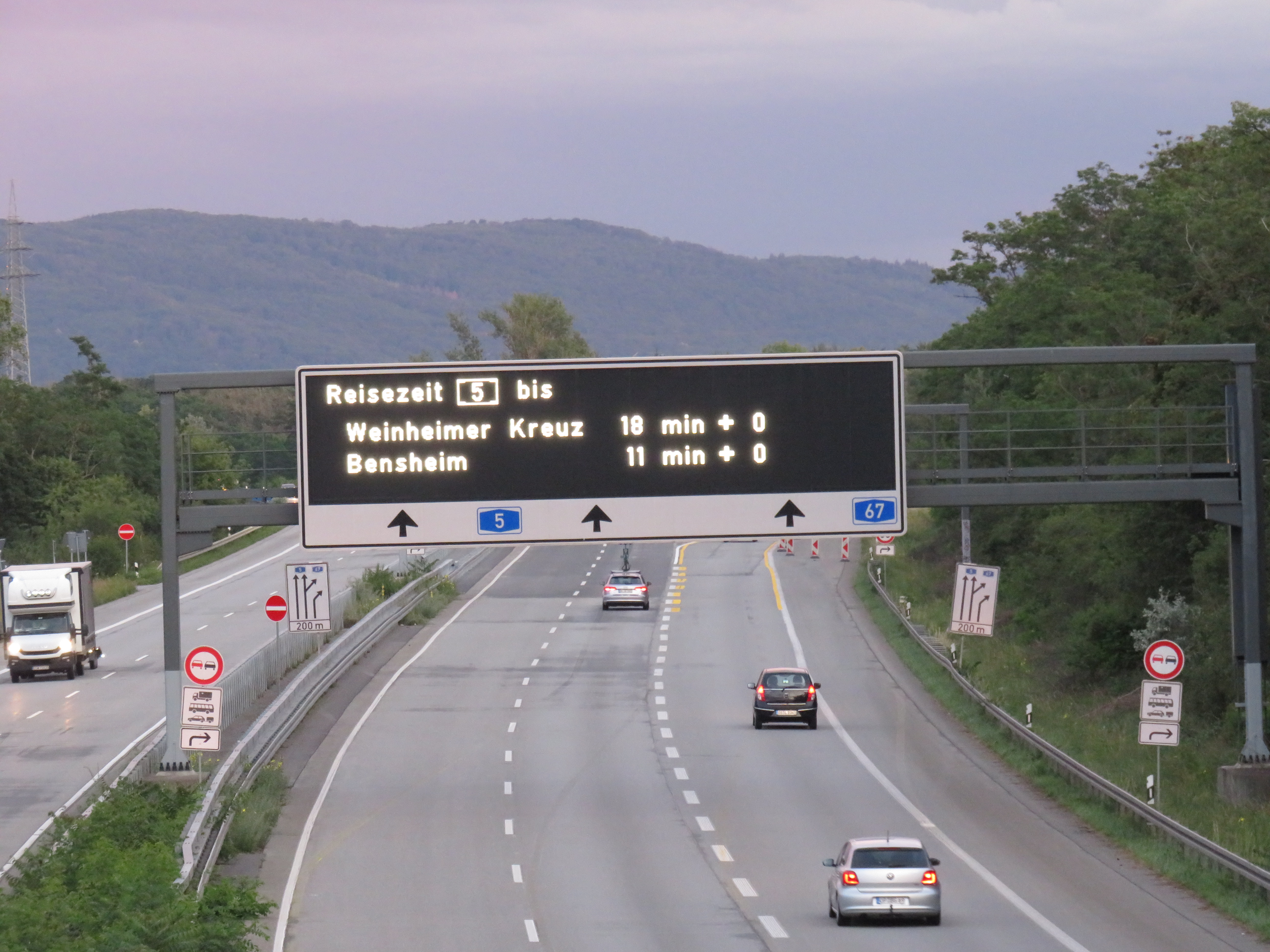
LED-Wegweiser (dWiSta) am Darmstädter Kreuz
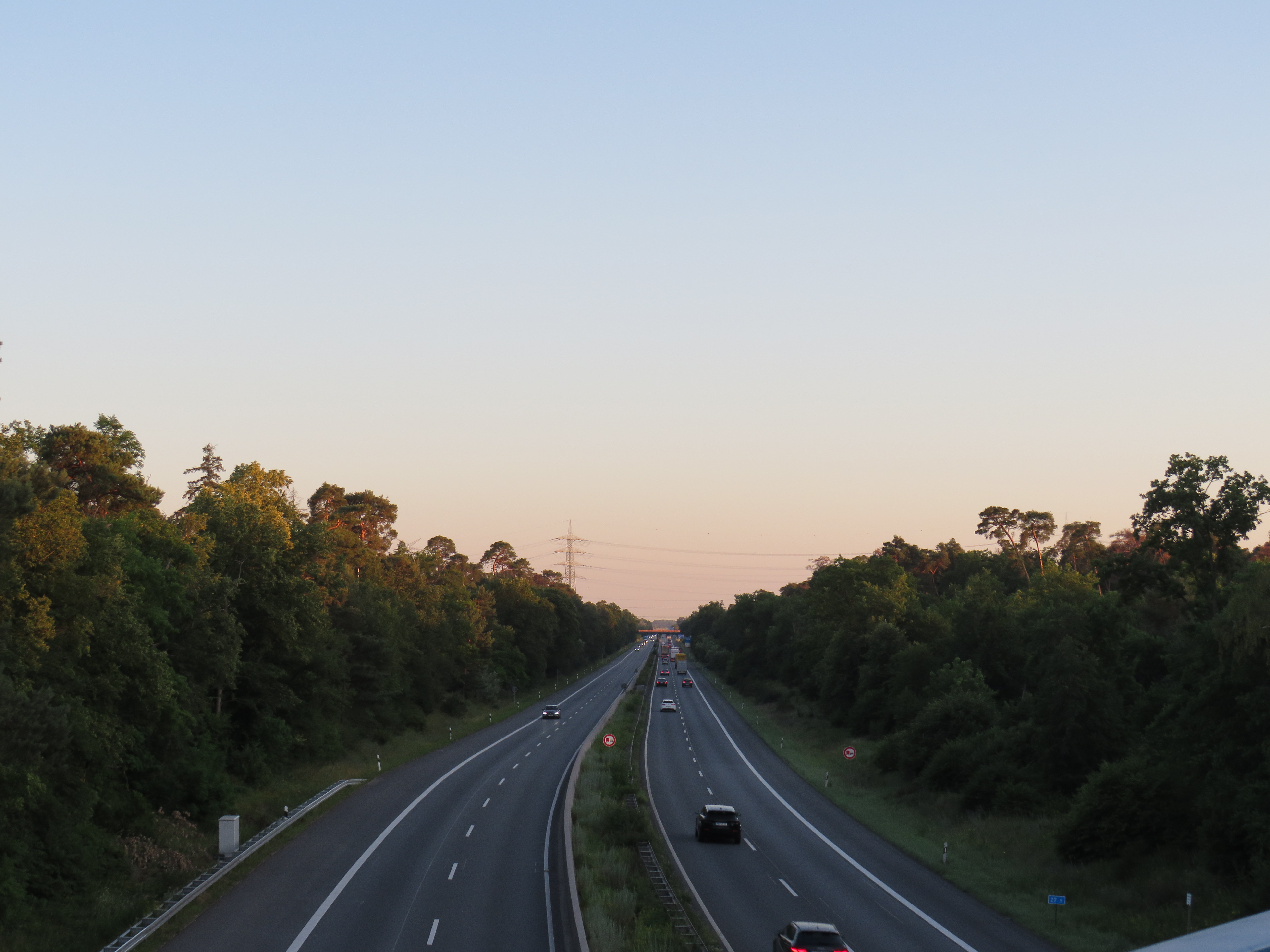
Zwischen Darmstadt und Mannheim, nördlich der Anschlussstelle Pfungstadt
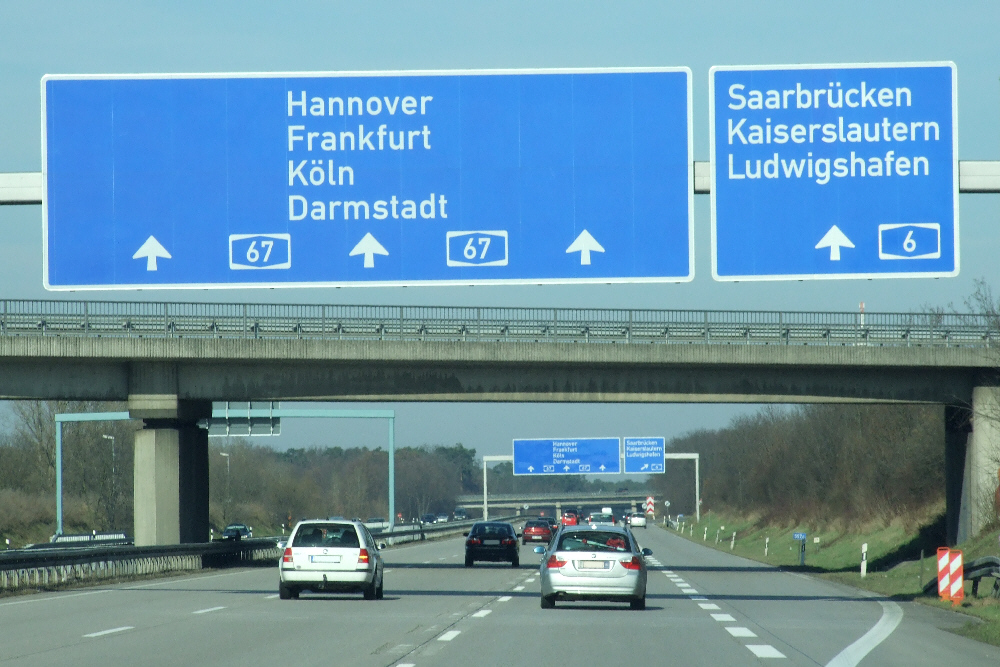
Südliches Autobahnende am Viernheimer Dreieck

## Geschichte

### Erste Planungen, HaFraBa
Das Teilstück Darmstadt–Mannheim der Autobahn geht ursprünglich auf eine Straßenplanung des Vereins zur Vorbereitung der Autostraße Hansestädte–Frankfurt–Basel (HaFraBa) zurück, der unter dem Eindruck der fortschreitenden Motorisierung ab Ende 1926 - zu Zeiten der Weimarer Republik - eine Fernstraßenverbindung zwischen den norddeutschen Hansestädten Lübeck, Hamburg und Bremen über Frankfurt am Main nach Basel entwarf. 1929 wurde erstmals der von Vereinsgründer Robert Otzen geprägte Begriff Autobahn – analog zur Eisenbahn – für das Vorhaben verwendet. Im Laufe der Zeit war sogar eine Verlängerung der Straße durch die Schweiz über Zürich und Lugano bis nach Genua in Italien Bestandteil der Planungen.
Unter anderem weil die Straßenbenutzung über eine streckenabhängige Maut finanziert werden sollte, stieß das Projekt auf heftige Ablehnung seitens der im Reichstag vertretenen NSDAP, die sie als „Luxusstraßen der Reichen“ bezeichnete. Zwar wurden - inspiriert durch die 1924 von den Faschisten gebaute italienische Autostrada dei Laghi - auch andernorts Studien über den Bau von dem Autoverkehr vorbehaltenen Straßen durchgeführt; das einzige bis 1932 realisierte Projekt dahingehend aber war die als Maßnahme zur Arbeitsbeschaffung gebaute Strecke Köln–Bonn in der preußischen Rheinprovinz.

### Bau der erstenReichsautobahn

Wegweiser auf die Anschlussstellen und Tankstellen bei Darmstadt und Lorsch, 1938

Trotz der zunächst heftigen Ablehnung waren es die am 30. Januar 1933 an die Macht gekommenen Nationalsozialisten, die den Autobahnbau zu Propagandazwecken forcierten. Offiziell als Maßnahme gegen die damals verbreitete Arbeitslosigkeit gepriesen, spielten auch Prestigegründe eine Rolle – so reklamierten die Nationalsozialisten die Erfindung der Autobahn für sich, obwohl Italien bereits seit 1924 derartige Straßen besaß und die Strecke Köln–Bonn, die zu einer Landesstraße herabgestuft wurde, bereits getrennte Richtungsfahrbahnen und höhenfreie Kreuzungen besaß. Übernommen wurden von Fritz Todt, seit Juli 1933 als Generalinspektor für das Straßenwesen verantwortlich für den Reichsautobahnbau, hierfür die seit 1932 als baureif geltenden Planungen des Vereins HaFraBa, den die Nationalsozialisten in GEZUVOR („Gesellschaft zur Vorbereitung der Reichsautobahnen“) umbenannten.
Der Bau der Strecke Frankfurt–Mannheim begann am 30. September 1933 mit dem ersten Spatenstich, den Adolf Hitler im Rahmen der sogenannten Ersten Arbeitsschlacht bei Frankfurt persönlich setzte. Zu Beginn war aus Gründen der Arbeitsbeschaffung der Einsatz von Baumaschinen untersagt, weshalb alle Erdarbeiten von Hand ausgeführt werden mussten. Lediglich für die Verdichtungen der einzelnen Fahrbahnschichten wurden Dampfwalzen, zum Bau der Betonfahrbahnen Straßenfertiger eingesetzt. Zwar wurde behauptet, 700 Arbeiter wären nach dem ersten Spatenstich an der Strecke beschäftigt gewesen, doch waren es in Wirklichkeit nur etwa 450. Zu Spitzenzeiten waren im Einzugsgebiet der Obersten Bauleitung Kraftfahrbahnen Frankfurt (OBK) rund 7000 Arbeiter beschäftigt. Dennoch waren diese Zahlen im Vergleich zur damals herrschenden Arbeitslosenquote verschwindend gering.
Das Hauptaugenmerk der Autobahn lag zu dieser Zeit noch nicht auf der Nutzung durch den damals ohnehin nur sehr beschränkten Individualverkehr, sondern mehr auf Lastwagen und Schnell-Omnibussen der Deutschen Reichsbahn. Diese frequentierten die Strecke zwischen Darmstadt und Frankfurt sechsmal täglich in beide Richtungen.
Nach knapp zwei Jahren Bauzeit ging am 19. Mai 1935 der Abschnitt zwischen Frankfurt und Darmstadt in Betrieb, am 3. Oktober 1935 auch der Abschnitt von Darmstadt nach Mannheim mitsamt der Weiterführung nach Heidelberg. Typisch für die gesamte Strecke sowohl zwischen Frankfurt und Darmstadt als auch zwischen Darmstadt und Mannheim ist die schnurgerade Strecke durch den Frankfurter Stadtwald und den hessischen Staatswald auf der kürzesten Verbindung zwischen den Städten. Die Straßenbreite betrug lediglich 20 Meter, davon 7,50 m je Richtungsfahrbahn ohne Standspur und 5 m Mittelstreifen. Die Fahrbahn bestand abschnittsweise aus Beton, Pflaster und Bitumen unterschiedlicher Stärken – man wollte so unterschiedliche Straßenbeläge vergleichen. Der nördliche Endpunkt (Bezeichnung Frankfurt-Süd) lag in Höhe des heutigen Frankfurter Kreuzes; die Anschlussstelle Darmstadt, die den Übergang zwischen den beiden Bauabschnitten markierte, führte zur heutigen B 26. Dazwischen gab es lediglich eine weitere Anschlussstelle (Mörfelden).
Zwischen Darmstadt und Mannheim gab es ebenfalls nur eine weitere Anschlussstelle bei Lorsch, die an die Reichsstraße 47, die heutige B 47, anschloss und – wie in Darmstadt – eine Tankstelle beinhaltete. Am südlichen Endpunkt bei Mannheim mündete die Strecke in einem höhenfreien Kreuzungsbauwerk auf eine direkte Trasse Mannheim–Heidelberg. Dieses kann als erstes realisiertes Autobahndreieck in Deutschland angesehen werden.
Architektonisch interessant waren die Brücken, mit denen Straßen niedrigerer Ordnung und Feldwege über die Reichsautobahn geführt wurden. Die 1934/35 zuerst fertiggestellten Bauwerke wiesen noch ein massives Erscheinungsbild auf, das durch den Einsatz von Sichtbeton verstärkt wurde. Grundlage für ihre Dimensionierung waren die bei der Deutschen Reichsbahn angewendeten Standards. Später ging man dazu über, Autobahnüberführungen „schlanker“, also mit weniger Materialverbrauch und weniger massivem Erscheinungsbild zu bauen. Später folgten aus ästhetischen Gründen die Abkehr vom Sichtbeton und der verstärkte Einsatz von Klinker.
Im Gegensatz zu den heutigen Autobahnen und den ab Mitte der 1930er Jahre gebauten Reichsautobahn-Strecken verfügte die Strecke Frankfurt–Mannheim noch über keine Standstreifen, auch war der Verlauf sehr gerade und eben, da man einen direkten Weg wählte. Diesen Umstand nutzten auch Rennfahrer, die im Auftrag der NS-Propaganda Geschwindigkeitsrekorde auf der Strecke fuhren, etwa Bernd Rosemeyer am 25. Oktober 1937. Später gebaute Autobahnen unter dem NS-Regime folgen in bergigen Regionen häufig engen Kurvenkombinationen und aussichtsreichen Gefällstrecken, um die umliegende Landschaft im Rahmen der Propaganda einzubeziehen.

### Nach dem Krieg
Infolge des Zweiten Weltkriegs wurde der Reichsautobahnbau zunächst teilweise, ab 1942 dann komplett unterbrochen. Nach Kriegsende mussten zunächst zahlreiche kriegszerstörte Bauwerke wieder instand gesetzt oder neugebaut werden. Die ehemaligen Reichsautobahnen auf dem Gebiet der drei westalliierten Besatzungszonen gingen in den Besitz der 1949 gegründeten Bundesrepublik Deutschland über. Mit Einsetzen des Wirtschaftswunders in den 1950er Jahren nahm der Individualverkehr auf den westdeutschen Straßen dann sehr stark zu, sodass die Fertigstellung von nicht mehr vor dem Krieg vollendeten Strecken in Angriff genommen wurde.
Zwischen Darmstadt und Mannheim war Lorsch die einzige Anschlussstelle, die einen Übergang von der Autobahn zum nachrangigen Straßennetz und damit auch die umliegenden Städte und Gemeinden bot. Zwischen Darmstadt und Lorsch entstand in den 1950er Jahren eine weitere Anschlussstelle bei Gernsheim. Außerdem wurde 1950 mit Fertigstellung der Theodor-Heuss-Brücke die Autobahn Mannheim–Saarbrücken an die Strecke Frankfurt–Mannheim angebunden. Ein neues Nummerierungssystem gab der (damals teilweise noch geplanten oder in Bau befindlichen) Verbindung Flensburg–Basel, zu der auch die Strecke Frankfurt–Mannheim gehörte, die Nummer A 10.

### Der Main-Neckar-Schnellweg
Die Verkehrsbelastung auf der 1935 errichteten Autobahn Frankfurt–Mannheim lag in den 1950er Jahren schon bei rund 41.000 Fahrzeugen täglich, was sie zur damals meistbefahrenen Autobahn in Deutschland machte. Auch galt sie aufgrund der fehlenden Standstreifen schon früh als Unfallschwerpunkt. Da die alte Strecke dem steigenden Verkehrsaufkommen nicht mehr gewachsen war, gab es Planungen, eine zweite Autobahnverbindung zwischen Rhein-Main und Rhein-Neckar-Region zu bauen. Diese sollte nach den damals unter anderem von Hans Lorenz neuentwickelten Maßstäben mit geschwungenerer Linienführung und durchgehenden Standstreifen als Entlastungsstrecke dienen. Durch die Streckenführung von der Autobahn Köln–Frankfurt nordöstlich von Rüsselsheim über Darmstadt, Bensheim und Weinheim nach Heidelberg kann für den aus Richtung Köln kommenden Verkehr außerdem das Frankfurter Kreuz umgangen werden.
Erste Gespräche zwischen hessischen und baden-württembergischen Verkehrsministerien hierzu liefen 1956. Während im Abschnitt südlich von Darmstadt die Linienführung zwischen der alten HaFraBa-Strecke und der B 3 entlang der Städte und Gemeinden an der Bergstraße schnell bestimmt wurde, wurden für den Verlauf zwischen Raunheim und Darmstadt insgesamt drei Varianten entwickelt, die sich an einem Verlauf entlang der alten B 26 (heutige L 3482) oder einer Führung durch den Wald östlich von Nauheim unterschieden. Man entschied sich bei Abschluss der Planungen Ende der 1950er Jahre für den Verlauf östlich an Nauheim und nördlich an Groß-Gerau vorbei. Auch ein Verlauf westlich von Griesheim wurde erwogen, jedoch wurde zugunsten eines besseren Anschlusses an Darmstadt ein Verlauf östlich von Griesheim vorgezogen.
Im Jahr 1961 begann der Bau für diese neue Autobahn, die aufgrund der durch sie verbundenen, dicht besiedelten Flusslandschaften als Main-Neckar-Schnellweg bezeichnet wurde. Für den Abschnitt nordwestlich von Darmstadt war auch die Bezeichnung BAB-Eckverbindung Mönchhof–Darmstadt oder kurz Autobahn-Eckverbindung in Gebrauch. Der Bau ging schrittweise von Norden nach Süden voran – Ziel war es, die Autobahn bis zum Sommer 1970 durchgehend bis Heidelberg fertigzustellen. Bis 1964 wurde der nördlichste Teil vom Mönchhofdreieck, wo sie von der Autobahn Köln–Frankfurt abzweigt, bis zur Anschlussstelle Büttelborn fertiggestellt. Da beim Bau große Mengen an Sand und Kies benötigt wurden, entstanden durch Abbaggerung in der flachen Rheinebene zahlreiche Baggerseen, etwa bei Raunheim und Nauheim.
Mit dem Bau des weiterführenden Abschnitts von Büttelborn bis zur Autobahn Frankfurt–Mannheim wurde am 19. Juli 1963 begonnen. Nach zwei Jahren Bauzeit wurde er am 30. Juni 1965 bis kurz vor Griesheim fertiggestellt. Er folgt in seinem Verlauf im Wesentlichen der damaligen B 26, die damals noch einen anderen Verlauf hatte – ursprünglich begann sie in Mainz-Kastel und führte über Bischofsheim und Groß-Gerau aus nordwestlicher Richtung zu ihrer heutigen Trasse nach Darmstadt. Mit Fertigstellung des ersten Teilstücks des Süd-Main-Schnellwegs wurde der westliche Verlauf der B 26 geändert, seitdem beginnt sie an der B 42 bei Riedstadt-Wolfskehlen und folgt der ehemaligen L 3096 bis hinter Griesheim. Die bei Rüsselsheim von der Autobahn-Eckverbindung abzweigende Strecke zum Mainzer Ring ist heute Teil der BAB 60.
Der provisorische Anschluss an die ehemalige B 26 bestand etwa ein Jahr, sodass man von Darmstadt bzw. der Autobahn Frankfurt–Mannheim kommend an der Anschlussstelle Darmstadt an die B 26 abfahren musste, um nach knapp 2 km das Ausbauende des neuen Schnellwegs zu erreichen, der dann bis zur Einmündung in die Autobahn Köln–Frankfurt fertiggestellt war. Erst zum 2. Juni 1966 wurde mit der Inbetriebnahme des Darmstädter Kreuzes und des Zubringers Rheinstraße diese Baulücke beseitigt. Im Zuge des Baus des 2,5 km langen Rheinstraßen-Zubringers, über den sowohl von der neuen als auch von der alten Autobahn ein Anschluss zur B 26 hergestellt wurde, fiel die alte Anschlussstelle, die noch aus Reichsautobahnzeiten stammte, weg. Der Bau dieser drei Kreuzungsbauwerke kostete damals rund 60 Millionen DM.
Die Fortsetzung des Main-Neckar-Schnellwegs von Darmstadt bis Heidelberg wurde Ende der 1960er Jahre vervollständigt – der erste Abschnitt zwischen den Anschlussstellen Pfungstadt und Zwingenberg wurde bereits 1967 dem Verkehr übergeben, ein Jahr später folgten die Abschnitte vom Darmstädter Kreuz zur Anschlussstelle Pfungstadt und von der Anschlussstelle Zwingenberg zum Kreuz Weinheim. Die offizielle Eröffnungsfeier des 37 km langen Teilstücks zwischen Darmstadt und Weinheim fand am 23. August 1968 sowohl am nördlichen als auch am südlichen Neubaustück statt. Anwesend waren am nördlichen Ende der hessische Wirtschafts- und Verkehrsminister Rudi Arndt, am südlichen Ende der damalige Bundesverkehrsminister Georg Leber.
Der letzte noch fehlende Abschnitt zwischen Weinheim und Heidelberg wurde 1970 fertiggestellt und in zwei Etappen dem Verkehr übergeben: Zunächst konnte ab dem 26. Juni der Verkehr in südliche Richtung auf der westlichen Richtungsfahrbahn das Teilstück nutzen, erst ab dem 31. Juli war auch das Befahren der östlichen Fahrbahn in Richtung Norden möglich. Dies war ein Kompromiss dem Bundesverkehrsministerium gegenüber, dem Sommerreiseverkehr in Richtung Süden die Möglichkeit zu geben, die gerade fertiggestellte Strecke bereits frühzeitig zu nutzen. Der Verkehr in Richtung Norden musste während der Ferien somit noch Übergangsweise die alte Strecke zwischen Mannheim und Darmstadt nutzen. Laut Angaben des Bundesverkehrsministerium war 1968 durch die Fertigstellung des nördlichen Abschnitts bis Weinheim die alte Autobahn Frankfurt–Mannheim bereits um 40 % des Verkehrs entlastet worden.

### Einführung der Autobahnnummerierung
Zum 1. Januar 1975 wurde für die Autobahnen in der Bundesrepublik Deutschland und West-Berlin ein neues, einheitliches Nummerierungsschema eingeführt. Waren zunächst nur intern geführte Nummerierungen verwendet worden und auf den Wegweisern ausschließlich die Nummern der auf der Trasse verlaufenden Europastraßen ausgeschildert, wurde die neue nationale Nummerierung vorgezogen. Ein zuvor im Bedarfsplan Bundesfernstraßen 1971–1985 beschriebenes System, das den vom Berliner Ring abzweigenden Strecken die einstelligen Nummern A 1 bis A 6 zuordnete, konnte sich – auch im Hinblick auf die damals noch bestehende Deutsche Teilung – nicht durchsetzen.
Intern war bis dahin die Strecke Flensburg–Hamburg–Frankfurt a. M.–Basel als Autobahn 10 bezeichnet, wobei diese Nummerierung bis Mannheim über die alte HaFraBa-Strecke geführt wurde, dann auf die Strecke nach Heidelberg wechselte und schließlich auf der teilweise vor dem Krieg bis Weil am Rhein dann Anfang der 1960er Jahre fertiggestellten Autobahn nach Süden bis zum Autobahnende kurz vor der schweizerischen Grenze führte. Der Main-Neckar-Schnellweg zwischen dem Mönchhof-Dreieck und Heidelberg hatte intern die Nummer A 81.
Mit der Einführung des heute bestehenden Systems ordnete man den für den Fernverkehr wichtigsten Strecken, die größtenteils schon zu Zeiten der Weimarer Republik als Hauptstrecken vorgesehen waren, einstellige Nummern zu, überregionalen zweistellige und regionalen bzw. lokalen dreistellige. Ein großer Vorteil des Systems, dass auch die führende Nummer zwei- und dreistelliger Autobahnen einer bestimmten Region zuordnete, war, im Falle einer Wiedervereinigung bereits Nummern für die in der damaligen DDR liegenden Autobahnstrecken problemlos vergeben zu können (im Wesentlichen waren dies die vorher für die Westberliner Stadtautobahnen vergebenen Nummern im 10er-Bereich).
Die Strecke Kassel (Hattenbacher Dreieck)–Frankfurt a. M.–Basel entlang der alten HaFraBa-Strecke bekam die Nummer BAB 5 – um eine Doppelnummerierung mit der nun BAB 6 bezeichneten Strecke Saarbrücken–Mannheim–Nürnberg–Amberg zu vermeiden, tauschte man am Darmstädter Kreuz die Nummern entlang der jeweiligen Trasse nach Süden, sodass die BAB 5 die HaFraBa-Strecke verlässt und auf der in den 1960er Jahren gebauten Trasse des Main-Neckar-Schnellwegs in Richtung Heidelberg verläuft, wo sie nahtlos in die ehemalige Reichsautobahnstrecke weiter nach Basel übergeht. Der nördliche Teil des Main-Neckar-Schnellwegs und der HaFraBa-Abschnitt zwischen Darmstadt und Mannheim bekamen die zweistellige Nummer BAB 67 – eine ungerade Nummer aufgrund des Nord-Süd-Verlaufs. Der Rheinstraßen-Zubringer nach Darmstadt erhielt die von der BAB 67 angeleitete Nummer BAB 672.

### Europastraßen
Seit Einführung des heutigen Europastraßen-Nummerierungsschemas im Jahr 1985 ist der Abschnitt Mönchhof-Dreieck–Darmstädter Kreuz Bestandteil der E 35 (Amsterdam–Rom), der Abschnitt Darmstädter Kreuz–Viernheimer Dreieck Teil der E 451 (Gießen–Mannheim).

### Liste der Verkehrsfreigaben
| Abschnitt                                      | Jahr | km     |
| ---------------------------------------------- | ---- | ------ |
| Mönchhof-Dreieck – Büttelborn                  | 1964 | 16 km  |
| Büttelborn – Griesheim (Anschluss B 26)        | 1965 | 6,3 km |
| Griesheim (Anschluss B 26) – Darmstädter Kreuz | 1966 | 2,0 km |
| Darmstädter Kreuz – Viernheimer Dreieck        | 1935 | 34 km  |

## Verkehrsaufkommen
Die Autobahn bildet eine Alternativroute zur parallelen BAB 5, die eine wichtige Nord-Süd-Verbindung zwischen Skandinavien und dem Mittelmeerraum darstellt, und gleichzeitig die Verbindung zweier wichtiger Ballungsräume. Das Verkehrsaufkommen ist daher für eine größtenteils vierstreifig ausgebaute Strecke relativ hoch. Lediglich der letzte Abschnitt vor dem Viernheimer Dreieck weist sechs Fahrstreifen auf, die parallele BAB 5 zwischen Darmstadt und Heidelberg ist dagegen durchgehend nur vierstreifig ausgebaut.
| Abschnitt                                  | DTV    |
| ------------------------------------------ | ------ |
| Mönchhof-Dreieck – AS Rüsselsheim-Ost      | 92.000 |
| AS Rüsselsheim-Ost – Rüsselsheimer Dreieck | 88.100 |
| Rüsselsheimer Dreieck – AS Groß-Gerau      | 73.500 |
| AS Groß-Gerau – AS Büttelborn              | 69.600 |
| AS Büttelborn – Griesheimer Dreieck        | 60.400 |
| Griesheimer Dreieck – Darmstädter Kreuz    | 48.800 |
| Darmstädter Kreuz – AS Pfungstadt          | 71.900 |
| AS Pfungstadt – AS Gernsheim               | 72.900 |
| AS Gernsheim – AS Lorsch                   | 72.900 |
| AS Lorsch – Viernheimer Dreieck            | 74.500 |

## Ausbau/Planungen
Gemäß dem aktuellen Bundesverkehrswegeplan 2030 ist ein sechsstreifiger Ausbau entlang der gesamten Strecke geplant. Das Teilstück zwischen der Anschlussstelle Lorsch und dem Viernheimer Dreieck wurde bereits vor dem Jahr 2000 auf sechs Streifen erweitert. Das Gesamtprojekt ist auf den verbliebenen 42,7 km vierstreifiger Strecke in drei Teilprojekte unterteilt: Mönchhof-Dreieck–Rüsselsheimer Dreieck, Rüsselsheimer Dreieck–Darmstädter Kreuz, Darmstädter Kreuz–Lorsch.
Im Bundesverkehrswegeplan ist der sechsstreifige Ausbau zwischen Mönchhof-Dreieck und Rüsselsheimer Dreieck im „vordringlichen Bedarf“, zwischen Rüsselsheimer Dreieck und Darmstadt im „weiteren Bedarf“ enthalten. Nach Abschluss aller Maßnahmen wäre die A 67 dann auf ganzer Länge sechsstreifig.

### Darmstädter Kreuz–Lorsch

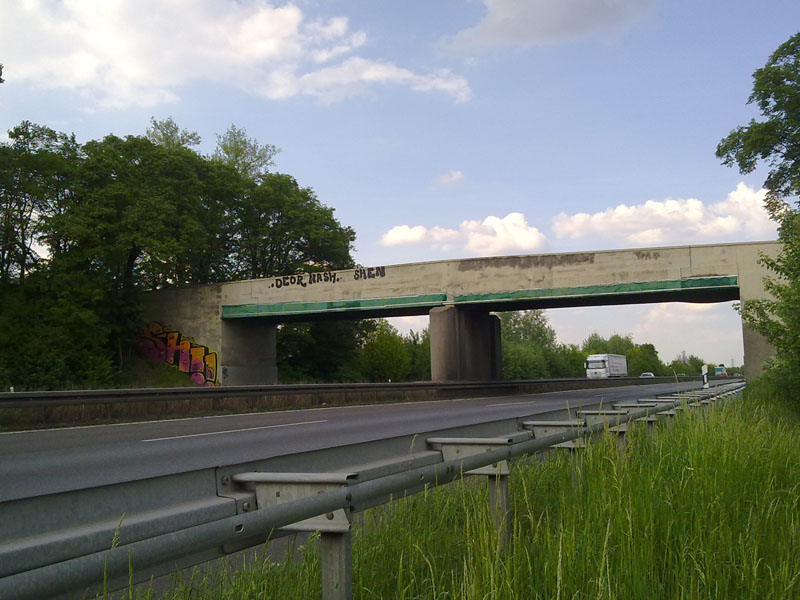
Älteste bis Mai 2015 vorhandene Autobahnbrücke auf der HaFraBa-Magistrale an der A67 bei Pfungstadt von 1934.

Mit einigen Vorbereitungen für die Erweiterung der Autobahn zwischen Darmstadt und Lorsch auf sechs Fahrstreifen wurde in den 2000er Jahren begonnen – zu diesem Zeitpunkt befanden sich in diesem Bereich noch einige Brücken aus der Zeit des Reichsautobahnbaus in den 1930er Jahren in Betrieb. Da diese für die Verbreiterung der Autobahn zu schmal sind – teilweise waren unter ihnen nicht einmal Platz für Seitenstreifen –, mussten diese abgerissen werden.
- Das Brückenbauwerk für die Straße zwischen Pfungstadt und Eschollbrücken aus dem Jahr 1935 wurde im Oktober 2006 abgerissen und durch einen Neubau ersetzt, der am 30. Juli 2007 dem Verkehr übergeben wurde.[25] Diese Brücke war vollständig mit Sichtbeton ausgeführt.
- Eine baugleiche Brücke (Bauwerksnummer 6217687), die ebenfalls 1935 zusammen mit dem Autobahnabschnitt fertiggestellt wurde, befand sich einige Kilometer weiter südlich und überquerte bei Allmendfeld einen landwirtschaftlichen Weg über die Autobahn. Später wurden Rammpfeiler errichtet, um eine Kollision mit dem Pfeiler auf dem Mittelstreifen der Autobahn zu vermeiden.[4] Die Brücke wurde am 2. Mai 2015 abgerissen.
- Ebenfalls bei Allmendfeld befand sich eine Stahlbrücke aus dem Jahr 1934, die dem landwirtschaftlichen Verkehr diente. Diese Brücke, eine der ältesten ihrer Art entlang der ehemaligen Reichsautobahnen, wurde in der Nacht vom 14. auf den 15. September 2013 abgerissen und bis August 2014 durch einen Neubau ersetzt. Auch diese Brücke wurde beiderseits mit Rammpfeilern auf dem Mittelstreifen erweitert. Eine Besonderheit des Ersatzneubaus ist, dass dieser optisch der alten Brücke ähnelt, jedoch keinen Mittelpfeiler mehr aufweist.[26]

Zwischen Darmstadt und Viernheimer Dreieck ist darüber hinaus parallel zur Autobahn der Verlauf einer ICE-Neubaustrecke geplant. Der sechsspurige Ausbau zw. Darmstadt und Lorsch wird daher gemeinsam mit der ICE-Neubaustrecke geplant.

## Rastplätze
Entlang der BAB 67 gibt es in südliche Fahrtrichtung drei und in nördliche Fahrtrichtung zwei bewirtschaftete Rastanlagen. Die Raststätte Büttelborn befindet sich nur in Fahrtrichtung Süden, die Anlagen bei Pfungstadt und Lorsch dagegen auf beiden Seiten der Autobahn. Daneben existieren einige unbewirtschaftete Rastplätze, teilweise mit WC. Der Rastplatz gegenüber der Raststätte Büttelborn ist so dimensioniert, dass nachträglich eine Tankstelle und Gebäude für eine bewirtschaftete Rastanlage installiert werden könnten. Unmittelbar südlich des Rüsselsheimer Dreiecks befanden sich in beiden Fahrtrichtungen Rastplätze, die mittlerweile geschlossen sind. Auf dem westlichen Parkplatz wurde ein Drehfunkfeuer aufgebaut.

### Raststätte Pfungstadt

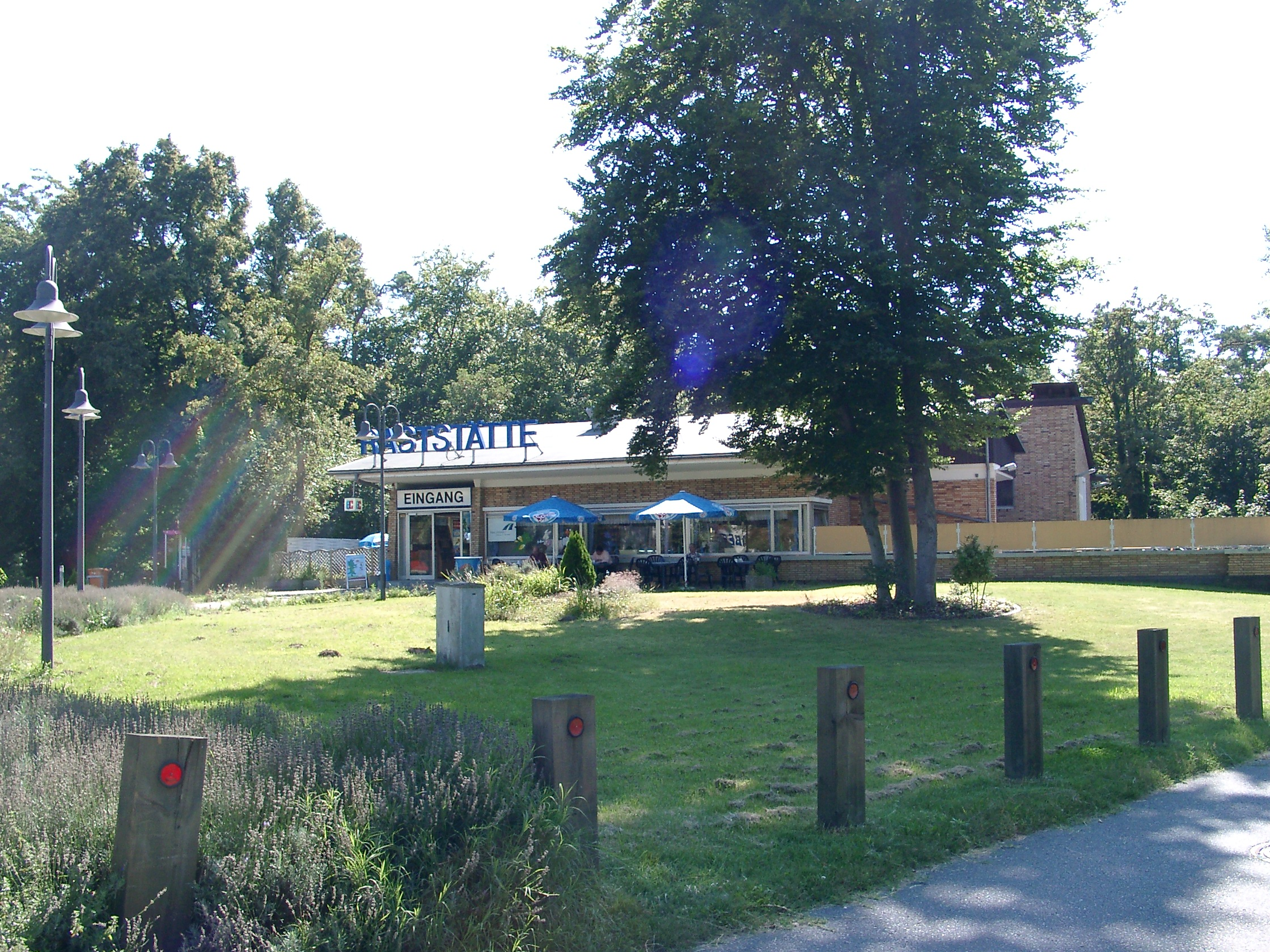
Denkmalgeschütztes Rasthaus Pfungstadt an der Westseite, 2007

Bereits seit 1939 bestanden beim Kilometer 30 der damaligen Reichsautobahn Frankfurt–Mannheim in beiden Richtungen Rastplätze. Der nach dem Krieg stark zugenommene Verkehr sowie der Pendelverkehr der US Army zwischen ihrem Hauptquartier in Heidelberg und dem Luftwaffenstützpunkt Rhein-Main Air Base bot die Möglichkeit, bewirtschaftete Rastanlagen an der Autobahn zu betreiben. In die nahegelegene Anschlussstelle Darmstadt war auf der östlichen Seite 1936 erstmals an einer Reichsautobahn eine Tankstelle integriert worden.
Zum 1. November 1950 ging erstmals ein Bauantrag bei der Gemeinde Eschollbrücken ein, Bewirtschaftung an den Autobahnparkplätzen im Eschollbrücker Wald zu betreiben. Mit der Gründung der Gesellschaft für Nebenbetriebe als bundeseigenes Unternehmen zum 6. Juli 1951 begann man, Rastanlagen an Autobahnen nach einheitlichen Standards zu entwerfen – die Erfahrungen mit den Tankstellen und Rastplätzen aus der Reichsautobahnzeit führten zu einem Umdenken, sodass große Parkplätze, Tankstellen, Rasthäuser und mitunter auch Motels kombiniert wurden. Für den Entwurf der Anlage in Höhe von Eschollbrücken bekam der Architekt Ernst Neufert, der seit 1946 eine Professur an der Technischen Hochschule in Darmstadt innehatte und dort gerade ein eigenes Architekturbüro gründete, im Jahr 1952 den Auftrag. Die Rastanlage war zum Bauzeitpunkt die erste nach modernen Gesichtspunkten gebaute Anlage an einer deutschen Autobahn.
Das von der Autobahn durchschnittene Waldgebiet befand sich im Besitz der Gemeinde Eschollbrücken, lag jedoch auf Pfungstädter Gemarkung, daher die Bezeichnung „Raststätte Pfungstadt“. Ein früherer Entwurfstitel war „Raststätte am Ried“. Zum 1. Januar 1977 wurde Eschollbrücken nach Pfungstadt eingemeindet.
1953 gingen in beiden Fahrtrichtungen die von ihm entworfenen Autobahntankstellen in Betrieb. Im Vergleich zu vorangegangenen Tankstellen an Autobahnen waren sie viel größer dimensioniert und wiesen getrennte Tankbereiche für PKW und LKW auf. Auffälligstes Merkmal der Bauwerke waren die schlanken, pilzförmigen Säulen. Die an das Gelände angeschlossenen Raststätten wurden 1954 von Bundesverkehrsminister Hans-Christoph Seebohm eingeweiht. Die Raststätte auf der Westseite war ab Februar 1954 knapp zwei Jahre lang in einem provisorischen Gebäude untergebracht, da das von Neufert entworfene Gebäude erst 1955 fertiggestellt wurde. Zum 30. Juli 1957 eröffnete schließlich das Motel.
Um 1960 arbeiteten auf beiden Anlagen ca. 250 Menschen, für die in Eschollbrücken teilweise einige Mehrfamilienhäuser errichtet wurden. Es wurden auch Gastarbeiter angeworben, hauptsächlich aus Italien und der Türkei. 1966–1969 und 1977 wurden die Parkplätze der Rastanlage erweitert und einige Gebäude saniert.
Schon beim Bau der Reichsautobahn wurde 1934/35 im Eschollbrücker Wald eine Fußgängerbrücke mit beidseitigem Treppenaufgang gebaut, um die beiden Teile des von der Autobahn zerschnittenen Waldstücks miteinander zu verbinden – diese Brücke wurde als Jägersteg bezeichnet und konnte über die beiden 1939 eingerichteten Rastplätze erreicht werden. Nach Fertigstellung der Rastanlage wurde der Überweg weiterbetrieben, bis er in den 1980er Jahren aufgrund von Baufälligkeit abgerissen werden musste. Als Ersatz wurde Ende 1985 nördlich der Anlage eine Fußgängerbrücke gebaut, die als Holzkonstruktion mit Betonpfeilern ausgeführt war. Da der hölzerne Überbau im Laufe der Zeit morsch war, wurde auch diese Brücke in den 2000er Jahren abgerissen. Die Betonpfeiler stehen allerdings nach wie vor am Fahrbahnrand.
Die Tankstelle auf der Ostseite wurde 1996 abgerissen und durch einen zeitgenössischen Neubau ersetzt. Die Tankstelle auf der Westseite hingegen steht - wie auch die mit Pflastersteinen befestigten Zufahrten - seit Mitte 1996 unter Denkmalschutz.

## Trivia
Anfang der 1970er Jahre wurden Verkehrsschilder vermehrt Opfer von Schießübungen, so wurde zum Beispiel das Hinweisschild Rüsselsheim-Ost (1000 m) mit 15 Einschüssen getroffen. Daraufhin brachte die Autobahndirektion oberhalb eine Zielscheibe an.